# حسن الملا (رسام)
حسن الملا (مواليد 1951 في الدوحة، قطر) هو فنان قطري متخصص في رسم اللوحات. وصف بأنه «رائد في الرسم في قطر».

## النشأة والتعليم
ولد الملا في العاصمة القطرية الدوحة في عام 1951. كان يرسم منذ طفولته. التحق بجامعة بغداد للفنون الجميلة عام 1972 وتخصص في اللوحات الزيتية. في عام 1975 تخرج بحصوله على بكالوريوس في الفنون الجميلة.

## المسيرة المهنية
لوحاته سريالية. المواضيع الأكثر شيوعا في لوحاته هي ذكريات الطفولة والأنشطة القطرية التقليدية والبيئة الطبيعية.
شارك الملا في العديد من المعارض الفنية الإقليمية والدولية. شارك في جميع معارض جمعية الفنون الجميلة في قطر حتى عام 1995. أقام أول معرض فردي له في عام 1988. في عام 2013 عقد معرضه السادس منفردا.
كان واحدا من ثمانية عشر عضوا مؤسسا للجمعية القطرية للفنون الجميلة في عام 1980 وكان رئيسا ثانيا لها. هو مدير سابق لإدارة الثقافة والفنون. يدرس الرسم في جامعة قطر. في عام 2011 شغل منصب نائب رئيس الجمعية القطرية لإعادة تأهيل ذوي الاحتياجات الخاصة.